# Prychia
Prychia là một chi nhện trong họ Sparassidae.